# Gare de Higashi-Hiroshima
La gare de Higashi-Hiroshima (東広島駅, Higashi-Hiroshima-eki) est une gare ferroviaire de la ville de Higashihiroshima au Japon. Elle est uniquement desservie par la ligne Shinkansen Sanyō de la JR West.

## Situation ferroviaire
La gare de Higashi-Hiroshima est située au point kilométrique (PK) 276,5 de la ligne Shinkansen Sanyō.

## Histoire
La gare a été inaugurée le 13 mars 1988.

## Service des voyageurs

### Accueil
La gare dispose d'un bâtiment voyageurs ouvert tous les jours, avec des guichets et des automates pour l'achat de titres de transport.

### Desserte
- Ligne Shinkansen Sanyō :
  - voie 1 : direction Hakata
  - voie 2 : direction Shin-Osaka